# Makabaye (Maroua)
Makabaye  est une localité de la ville de Maroua dans la Région de l'Extrême-Nord Cameroun, département du Diamaré. Elle est située dans la commune d’arrondissement de Maroua I.

## Historique
Makabaye est un quartier crée le 23 avril 2007 par décret présidentiel.La mise en place des groupes humains au Cameroun est le résultat d’une longue histoire dont l’épisode majeure pour la partie septentrionale en général et la localité de Makabaye en particulier est la conquête peule du XIe siècle. Avec la surpopulation, des nombreux quartiers vont voir le jour parmi lesquels Makabaye.

## Géographie
Le quartier Makabaye est situé près du quartier Djarengol Kaigama.

## Population
En 1975, la localité comptait 340 habitants, les habitants les plus dominants sont les Moufou. Pne

## Institutions

### Éducation
Lycée de Makabaye, école publique de Makabaye.

### Santé
Centre de santé intégré de Makabaye.